# Bánszállás
Bánszállás bányatelep 1940. előtt Sajóvárkony község része volt Borsod vármegye Ózdi járásában, azóta pedig Ózd nagyközség, majd város része a jelenlegi Borsod-Abaúj-Zemplén vármegyében. Megközelíthető a Volánbusz ózdi 3-as számú helyi járatával.

## Története
1841-től ideiglenes, majd 1857-től végleges szénbányászat folyt a település saktai részén az Ózdi Vasgyár részére. A szén elszállítására először kisvasúti majd normál nyomtávolságú iparvágány épült Center állomásról, amihez a magasabban lévő bányából sikló hozta le a szenet. A bánya 1957-ben zárt be, azóta erősen megkopott a telep fénye.

## Híres szülöttei
- Petrenkó János (1940–2020) vállalkozó, politikus, országgyűlési képviselő (1990–1994)